# Казарка білощока
Каза́рка білощо́ка (Branta leucopsis) — водоплавний птах родини качкових (Anatidae). В Україні рідкісний залітний вид.

## Морфологічні ознаки

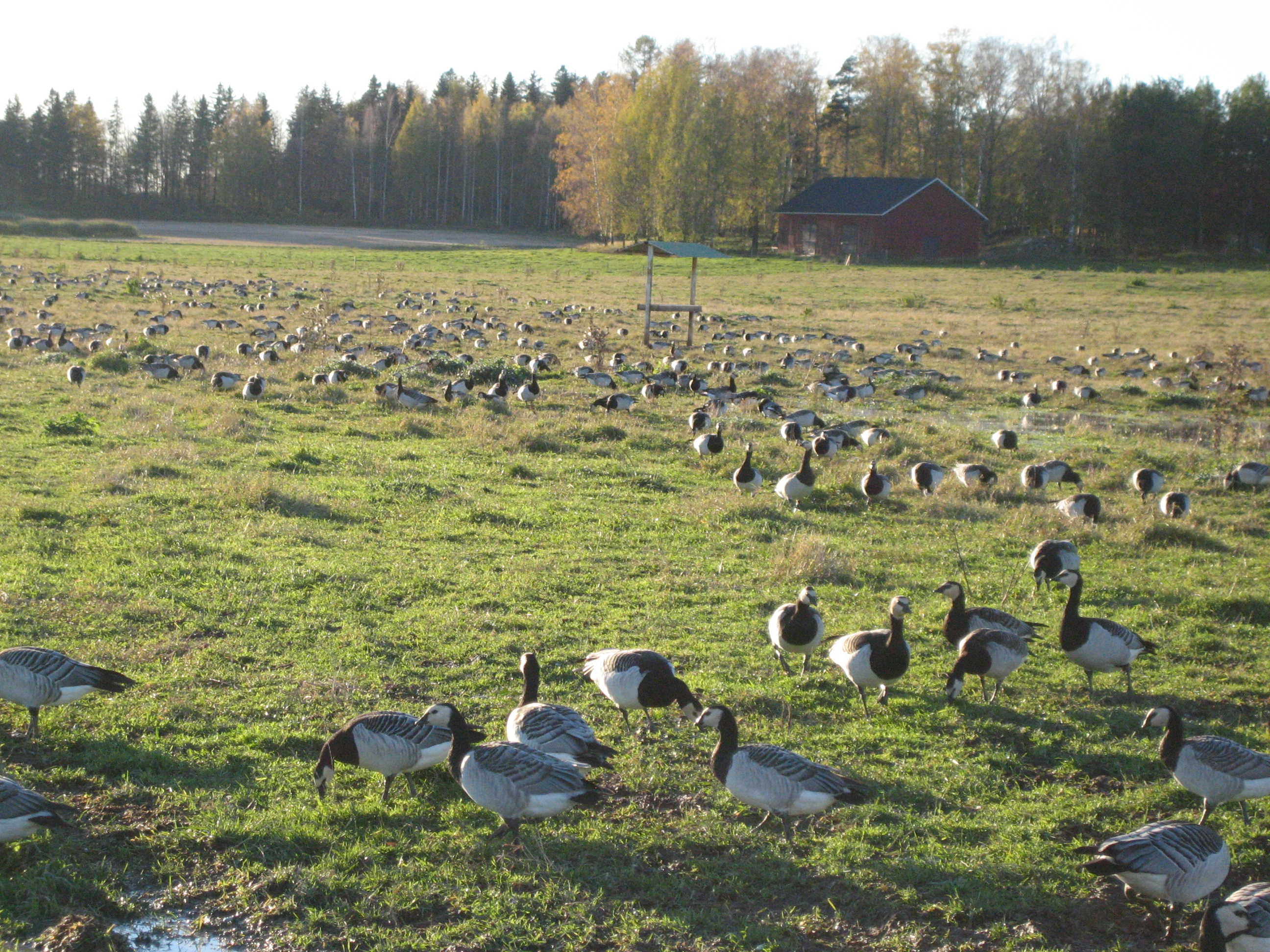
Зграя білощоких казарок під час годування Гельсінкі, Фінляндія

За статурою нагадує гуску невеликих розмірів. Маса тіла 1,1—2,3 кг, довжина тіла 58—70 см, розмах крил 132–145 см. У дорослого птаха лоб, щоки, покривні пера вух і горло білі або жовтуваті; решта голови, шия і воло чорні; пера спини і покривні пера крил сірі, з чорною верхівкою і білою верхівковою облямівкою, через що ці частини тіла смугасті; поперек чорний; на сірих боках тулуба чіткі білуваті смуги; груди і черево спереду світло-сірі; задня частина черева, надхвістя і підхвістя білі; махові пера чорні, зверху з сірою зовнішньою частиною; стернові пера чорні; дзьоб і ноги чорні. У молодого птаха чорні частини оперення з бурим відтінком; через око до тім'я проходить темно-бура смуга; на боках тулуба смугастість нечітка.

## Поширення та місця існування
Білощока казарка гніздиться на північно-східному узбережжі Гренландії, островах Шпіцберген, Вайгач і Нова Земля. Гніздові колонії також зустрічаються в арктичній тундрі. На місцях гніздування притримується гірського ландшафту півночі — скелястих берегів та узбережжя, крутих схилів, що чергуються з пониженнями, вкритими соковитими травами, берегів скелястих струмків і озер.
Зимують в Нідерландах, а на початку зими зустрічаються також на крайньому північному заході Німеччини. Невелика кількість птахів у холодні зими зустрічається також на прилеглих частинах Бельгії і Франції.
З місць зимівель мігрують вузькою смугою вздовж узбережжя. Фронт прольоту охоплює північно-західні райони Німеччини, основу півострова Ютландія та південні данські острови; далі пролітають над морем біля південного узбережжя Швеції. На острові Готланд, а згодом в Західній Естонії казарки зупиняються на тривалий відпочинок. Наступний відрізок шляху казарки долають без посадок. На півострові Канін знову відпочивають і наступним кидком досягають місць гніздування — островів Вайгач і Нова Земля. Шляхи осінньої міграції подібні до весняної.

## Гніздування

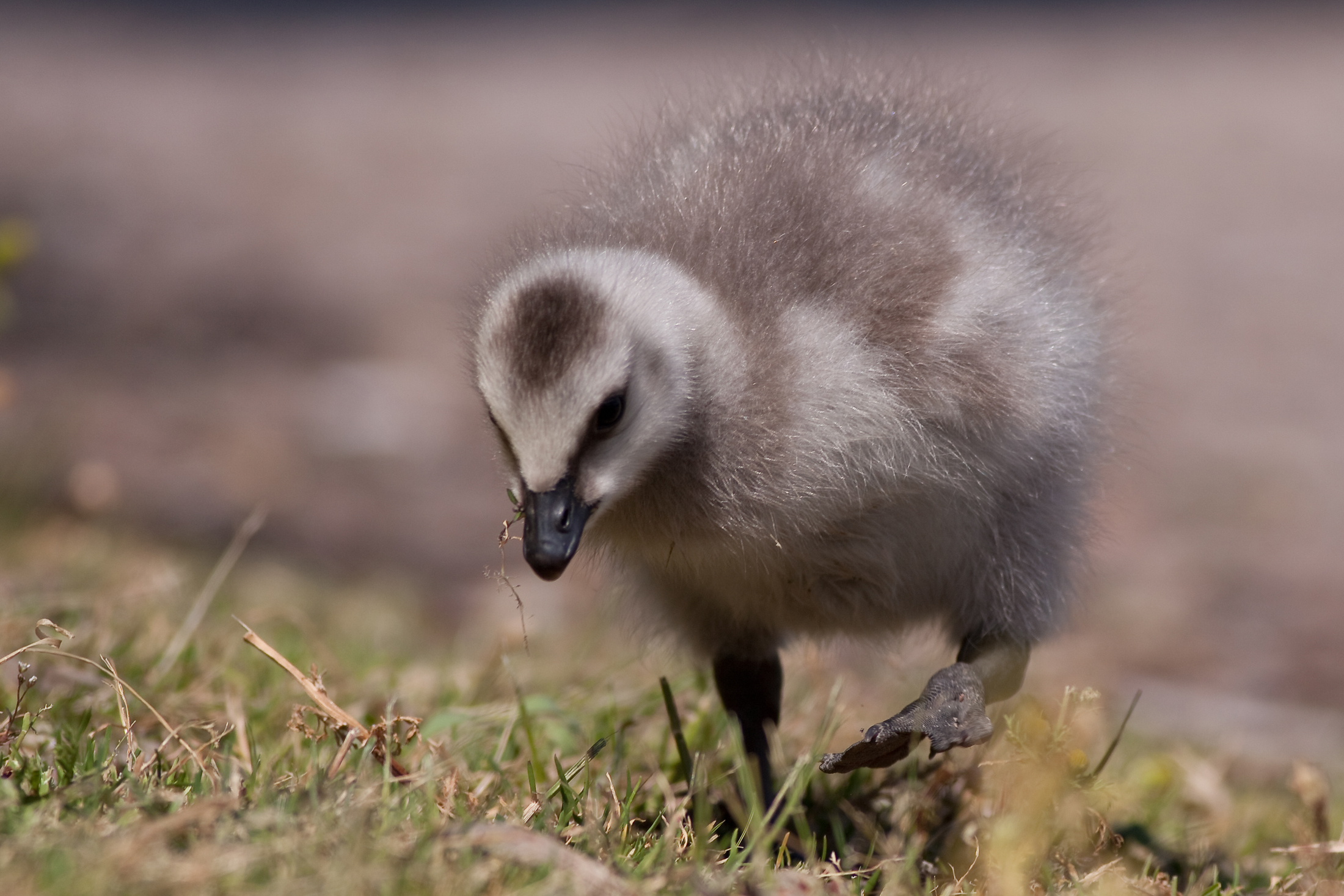
Пухове пташеня

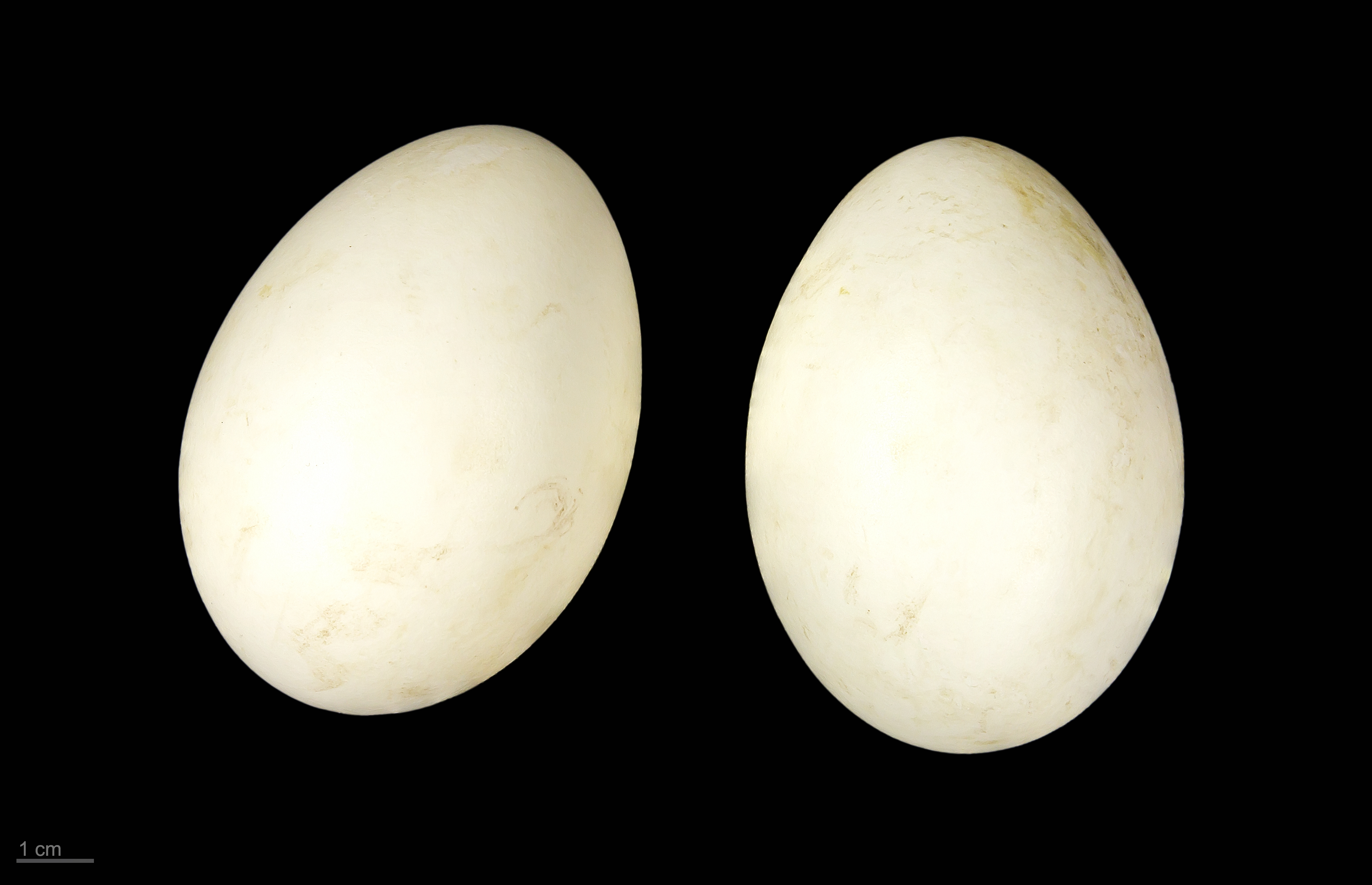
яйце Branta leucopsis - Тулузький музей

Гніздяться окремими нещільними колоніями, які нараховують від 5—50 до 150 пар (Snow and Perrins 1998). Відстань між гніздами становить декілька десятків метрів. Гніздо на землі. Повна кладка складається з 4—5 яєць. Пташенята виводкові. Після вилуплення пташенят у дорослих птахів у період середина липня — середина серпня відбувається линяння, коли вони втрачають здатність до польоту. Линяння триває 3—4 тижні.

## Живлення
Білощокі казарки травоїдні, їхній раціон складається з листя, стебел і насіння трав'янистих рослин, водних рослин, мохів і кущів (зокрема, арктична верба Salix arctica). У зимовий період живляться на полях зерновими і овочевими культурами.